# Frederick Worlock
Frederick Worlock (* 14. Dezember 1886 in London; † 1. August 1973 in Woodland Hills, Los Angeles, Kalifornien) war ein britischer Theater- und Filmschauspieler.

## Leben
Frederick Worlock begann seine Schauspielkarriere im Jahr 1906 in seiner Heimat England. Später lebte und arbeitete er vor allem in den Vereinigten Staaten, wo er sich weiterhin als Theaterschauspieler betätigte. Zwischen 1923 und 1954 trat er am New Yorker Broadway in über zwei Dutzend Produktionen auf, darunter sowohl Shakespeare als auch zeitgenössische, später in Hollywood verfilmte Theaterstücke wie Dodsworth, Jezebel und zuletzt Sabrina Fair.
Nachdem Worlock bereits ab 1914 vereinzelt in Filmen aufgetreten war, stand er ab den späten 1930er-Jahren regelmäßig für Hollywood-Filme vor der Kamera. Meistens verkörperte der ergraute Brite in Nebenrollen distinguiert wirkende Respekts- und Autoritätspersonen, etwa hochrangige Offiziere, Adelige, Ärzte, Politiker oder Richter, die sowohl gutmütiger als auch bösartiger Natur sein konnten. Diesen Rollentypus bediente er auch in seinen sechs Auftritten in Sherlock-Holmes-Filmreihe mit Basil Rathbone in der Hauptrolle. Unter anderem spielte Worlock in Gefährliche Mission (1945) den Premierminister eines Rovinia genannten Landes und in Jagd auf Spieldosen (1946) den „Gentleman-Verbrecher“ Colonel Cavanaugh. Zu den bekanntesten Filmen unter Worlocks Mitwirkung zählen John Fords Oscar-Gewinner Schlagende Wetter (1941), in dem er einen walisischen Arzt spielte, Stanley Kubricks Monumentalfilm Spartacus (1960) und der Disney-Zeichentrickfilm 101 Dalmatiner (1961), in dem er eine Sprechrolle hatte.
Insgesamt trat Frederick Worlock zwischen 1914 und 1970 in fast 80 Filmen und über 40 Fernsehproduktionen auf. Er blieb bis ins hohe Alter tätig und spielte in seiner letzten kleinen Rolle einen Flugzeugpassagier im Katastrophenfilm Airport. Er starb 1973 im Alter von 86 Jahren.

## Filmografie (Auswahl)
- 1914: Kismet
- 1928: Two Masters
- 1939: Lady of the Tropics
- 1939: Balalaika
- 1940: Charlie Chan: Mord über New York (Murder Over New York)
- 1940: Der Herr der sieben Meere (The Sea Hawk)
- 1940: Nordwest-Passage (Northwest Passage)
- 1940: Die wunderbare Rettung (Strange Cargo)
- 1941: Gefährliche Liebe (Rage in Heaven)
- 1941: Menschenjagd (Man Hunt)
- 1941: Arzt und Dämon (Dr. Jekyll and Mr. Hyde)
- 1941: Schlagende Wetter (How Green Was My Valley)
- 1941: A Yank in the R.A.F.
- 1942: Der Seeräuber (The Black Swan)
- 1942: Gefundene Jahre (Random Harvest)
- 1942: Helden der Lüfte (Captains of the Clouds)
- 1943: Verhängnisvolle Reise (Sherlock Holmes in Washington)
- 1943: Madame Curie
- 1943: Gespenster im Schloß (Sherlock Holmes Faces Death)
- 1943: Laurel und Hardy – Schrecken aller Spione (Air Raid Wardens)
- 1943: Die Waise von Lowood (Jane Eyre)
- 1944: Scotland Yard greift ein (The Lodger)
- 1945: Das Bildnis des Dorian Gray (The Picture of Dorian Gray)
- 1945: Die Frau in Grün (The Woman in Green)
- 1945: Gefährliche Mission (Pursuit to Algiers)
- 1945: Unter schwarzer Flagge (Captain Kidd)
- 1946: Jagd auf Spieldosen (Dressed to Kill)
- 1946: Juwelenraub (Terror by Night)
- 1947: Ein Doppelleben (A Double Life)
- 1947: Die Affäre Macomber (The Macomber Affair)
- 1947: Uncas, der Letzte seines Stammes (Last of the Redmen)
- 1947: Singapur (Singapore)
- 1947: Amber, die große Kurtisane (Forever Amber)
- 1948: Schweigende Lippen (Johnny Belinda)
- 1948: Lassies Heimat (Hills of Home)
- 1948: Ohne Erbarmen (Ruthless)
- 1948: Qualen der Liebe (A Woman’s Vegenance)
- 1948: Das Geheimnis der Frau in Weiß (The Woman in White)
- 1957–1959: Alfred Hitchcock Presents (Fernsehserie, 4 Episoden)
- 1959–1962: Perry Mason (Fernsehserie, 5 Folgen)
- 1960: Spartacus
- 1961: 101 Dalmatiner (Stimme)
- 1965: Fremde Bettgesellen (Strange Bedfellows)
- 1966: Sag niemals ja (Spinout)
- 1970: Airport

## Theater (Auswahl)

### England
- 1906–1907: Heinrich V. von William Shakespeare, mit Helen Haye (in Bristol)
- 1918–1919: L’Aiglon von Edmond Rostand (in London)
- 1919–1920: Come out of the Kitchen von Alice Duer Miller, mit John Williams (in Bristol)
- 1920–1921: Love von A. Arabian (mit Stanley Logan) und M’Lady von Edgar Wallace (in London)

### Broadway
- 1941: Anne of England von Mary Cass Canfield und Ethel Borden, nach Norman Ginsbury, mit Leo G. Carroll, Flora Robson, Jessica Tandy
- 1951: Richard II von William Shakespeare, mit Betsy Blair, Maurice Evans, George Roy Hill, Kent Smith
- 1951–1952: Sainte Jeanne (Saint Joan) von George Bernard Shaw, mit Uta Hagen, Alexander Scourby